# Цибух Валерій Іванович
Вале́рій Іва́нович Ци́бух (9 березня 1951, місто Сторожинець, Чернівецька область) — український партійний, громадський і державний діяч, дипломат, кандидат філософських наук. Кандидат у члени ЦК КПУ у 1986—1988 р. Член ЦК КПУ у 1988—1990 р. Депутат Верховної Ради УРСР 11-го скликання (з 1987 року). Народний депутат СРСР у 1989—1991 р. Голова Буковинського земляцтва в м. Києві.
Освіта вища: Київський інженерно-будівельний інститут (1974), Вища партійна школа при ЦК КПУ (1984), Дипломатична академія при МЗС СРСР (1992).

## Біографія
Народився 9 березня 1951 року в місті Сторожинець Чернівецької області. Закінчив Київський інженерно-будівельний інститут (1974) та Вищу партійну школу при ЦК Компартії України (1984).
Винаходи, наукові праці: «Спосіб очищення лопатей двигуна літака Ан-24», монографії з питань молодіжної політики та соціального захисту молоді.
У 1968 працював помічником кіномеханіка кінотеатру «Буковина» в селищі Глибока Чернівецької області. У грудні 1974 обирається першим секретарем Залізничного райкому ЛКСМ України м. Києва. У 1977 працює на виробництві — майстром вентиляційної дільниці, начальником механічної дільниці заводу в м. Києві. З листопада 1977 на комсомольській роботі — секретар, з 1979 року — перший секретар Київського міського комітету ЛКСМ України. З 4 березня 1983 до 2 серпня 1986 року — другий секретар ЦК ЛКСМ України. 2 серпня 1986 року обраний першим секретарем ЦК ЛКСМ України, працював на цій посаді до 9 вересня 1989 року. 
З 1989 по 1991 народний депутат СРСР від Могилів-Подільського виборчого округу та член уряду Радянського Союзу на посаді міністра у справах молоді. З 1991 по 1998 працював на дипломатичній роботі в Посольстві України в Росії. Був заступником голови держадміністрації м. Києва, першим заступником міністра транспорту України, радником Прем'єр-міністра України з питань розвитку міжнародних транспортних коридорів. З 1996 по 2005 президент Автомобільної федерації України. З 1998 голова Державного комітету України по туризму. З 2001 голова Державного комітету молодіжної політики, спорту і туризму України. З початку 2002 по 2005 голова Державної туристичної адміністрації України. З 08.2005 по 12.05.2010 Надзвичайний і Повноважний посол України в Греції. З 07.03.2006 по 12.05.2010 Надзвичайний і Повноважний Посол України в Албанії за сумісництвом.

## Нагороди
- Медаль "На славу Чернівців"
- орден «Дружби народів»
- орден «Знак Пошани»
- Заслужений працівник культури України
- Почесний громадянин Буковини (6.10.2021)
- лауреат Всеукраїнської літературно-мистецької премії «Київська книга року» у номінації "Художньо документальна література"(2024)[1]